# Helan och Halvan som bildrullar
Helan och Halvan som bildrullar (engelska: Two Tars) är en amerikansk komedifilm med Helan och Halvan från 1928 regisserad av James Parrott.

## Handling
Helan och Halvan är två sjömän som hyrt en bil. De lyckas charma på två unga flickor som får åka med i deras bil. De hamnar sedan i en bilkö där det slutar med att alla bilister börjar förstöra varandras bilar.

## Om filmen
När filmen hade Sverigepremiär gick den under titeln Helan och Halvan som bildrullar. 1971 gick den under titeln Helan och Halvan som fartdårar.
Filmen var från början tänkt att heta Two Tough Tars, men kom i slutändan att bara heta Two Tars.

## Rollista (i urval)
- Stan Laurel – Stan (Halvan)
- Oliver Hardy – Ollie (Helan)
- Thelma Hill – brunetten
- Ruby Blaine – blondinen
- Charlie Hall – butiksägare
- Sam Lufkin – bilist, man vid stolpe
- Edgar Kennedy – bilist
- Harry Bernard – bilist
- Jack Hill – bilist med madrass
- Charley Rogers – bilist med böjda stänkskärmar
- Baldwin Cooke – bilist
- Chet Brandenburg – bilist
- Lyle Tayo – bilist[2]